# Marktfreiheit
Die Marktfreiheit ist ein bereits im Mittelalter bekannter Rechtsbegriff und bedeutete für alle Marktteilnehmer (Aussteller, Händler, Kaufleute, Besucher, Käufer) bestimmte Privilegien wie Zollvergünstigungen, das Feilbieten bestimmter Waren und Güter, das außerhalb der Marktzeit nicht erlaubt war, auch Freiheit der Person von Verhaftung und der Waren von Beschlagnahme unter bestimmten Bedingungen (Marktordnung). Es implizierte auch spezielle Regelungen des Marktortes. Die Marktfreiheit wurde seitens der Obrigkeit gewährt. Im Mittelalter und der Neuzeit war dies der Landesherr – König, Fürst, Erzbischof – als der Gewährer von Märkten und Marktrecht. Er erlaubte mit dem Markt auch die Rechte der Marktfreiheit, meist über die Marktdauer hinaus, vorher und nachher, mit mehreren Tagen.
Heute wird die Marktfreiheit in der Gewerbeordnung geregelt. Bis 1974, dem Jahr der Neufassung der Gewerbeordnung, galt die gesetzliche Regelung, dass Marktveranstaltungen grundsätzlich nur auf behördliche Anordnung hin durchgeführt werden durften. Die Marktfreiheit ist in der Gewerbeordnung (GewO) geregelt: § 70 GewO erlaubt allen dem Teilnehmerkreis einer festgesetzten Veranstaltung (Ausstellung, Messe, Markt usw. nach §§ 64 ff. GewO) angehörenden Personen die Teilnahme daran. Der Grundsatz der Marktfreiheit erlaubt dem Marktverkehr eine gegenüber den sonstigen Gewerbeausübungen wie „stehendes Gewerbe“ oder „Reisegewerbe“ bestimmten Privilegien. Besuch, Kauf und Verkauf der zum Marktverkehr zugelassenen Waren und Produkte sind auf den festgesetzten Veranstaltungen (§ 69 GewO) grundsätzlich frei von verwaltungsmäßiger Reglementierung und Bestimmung. Damit unterliegen sie auch nicht den Erlaubnis- und Anzeigepflichten des Gewerberechts (§ 14 GewO beinhaltet die Anzeigepflicht für „stehendes Gewerbe“, § 55 Abs. 2 GewO das Vorhandensein einer gültigen Reisegewerbekarte).